# エフ・アンスティ

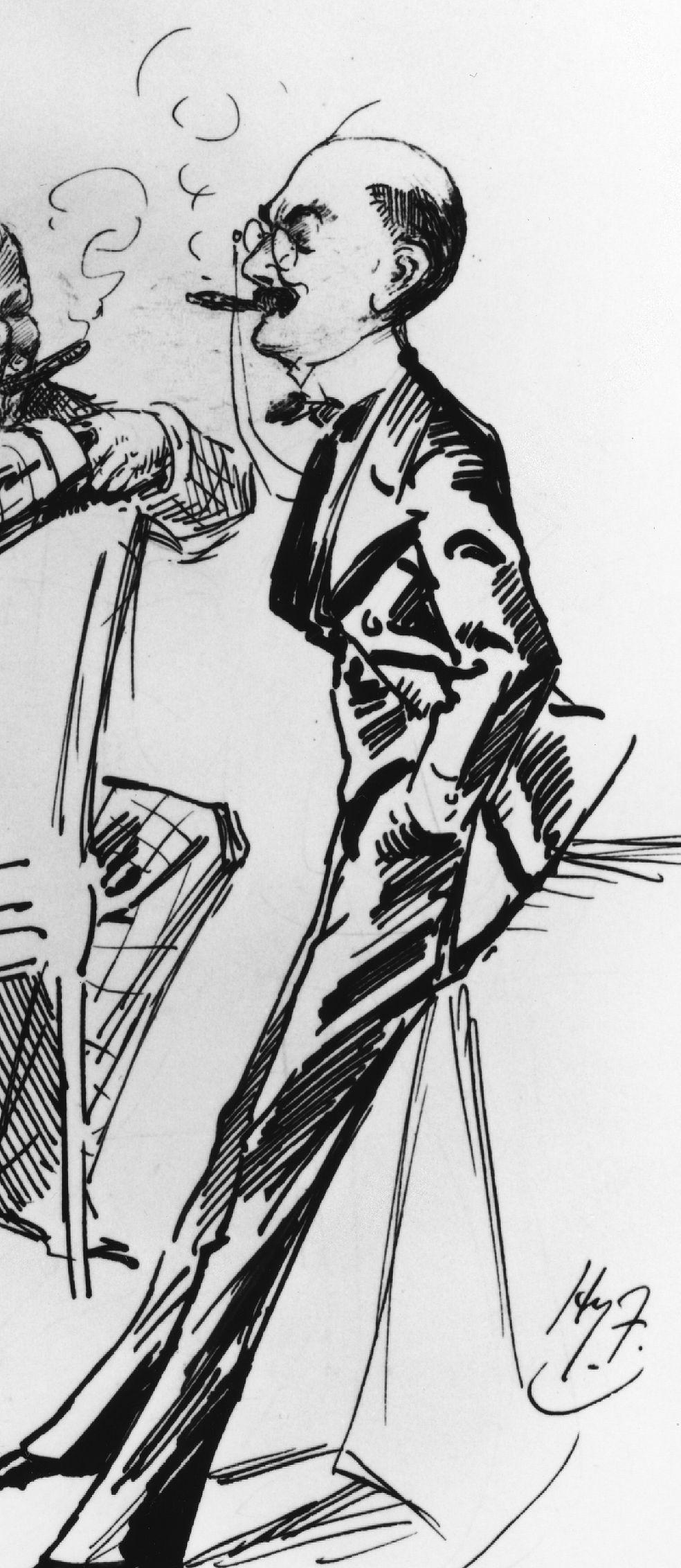
ハリー・ファーニスによるトーマス・アンスティの風刺画

エフ・アンステイ（F. Anstey, 1856年8月8日  - 1934年3月10日）は、ビクトリア時代のイギリスの作家。本名、Thomas Anstey Guthrie。とくに風刺雑誌『パンチ』で活躍した。

## 略歴
1856年にロンドンのケンジントンで生まれた。父親は音楽家。私立校のキングス・カレッジ・スクールとケンブリッジ大学のトリニティ・ホール校で学び、1880年に法曹界に入った。1882年に発表した小説『あべこべ（Vice Versa）』が話題になり、『パンチ』の常連執筆者となった。ユーモア小説家として人気を集め、多くの作品を残した。77歳でロンドンで死去。
『あべこべ』は、ひょんなことから父親と息子の中身が入れ替わってしまう奇想天外な滑稽小説で、人格の入れ替わりを題材とした作品としては最初期のものである。日本でも少年向けの読み物として掲載され、黒岩涙香の小説『おやおや親』は同作を下敷きにして翻案されたものである。
海外では、作品のいくつかが何度も映像化されている。アンスティの作品は、ヒントにした映画やテレビ作品は数知れず、原作としてクレジットロールに表示されないこともあるくらい海外では普遍的な作品が多い。